# دینگوال
دینگوال (به انگلیسی: Dingwall) یک شهرک در اسکاتلند است که در هایلند واقع شده‌است. دینگوال ۵٬۴۹۱ نفر جمعیت دارد.